# Polyplumaria sibogae
Polyplumaria sibogae is een hydroïdpoliep uit de familie Plumulariidae. De poliep komt uit het geslacht Polyplumaria. Polyplumaria sibogae werd in 1913 voor het eerst wetenschappelijk beschreven door Billard. 